# Prêmio Kistler
O Prêmio Kistler (em inglês:  Kistler Prize) é um prêmio anual, criado em 1999, em reconhecimento a contribuições originais "para e entendimento da conexão entre hereditariedade humana e sociedade humana", consistindo em um valor monetário de US$ 100.000 e um medalhão de ouro de 200 gramas.
O prêmio é concedido pela Foundation For the Future, sendo nomeado em memória do físico e inventor Walter Kistler.

## Recipientes
- 2000 - Edward Osborne Wilson
- 2001 - Richard Dawkins
- 2002 - Luigi Luca Cavalli-Sforza
- 2003 - Arthur Jensen
- 2004 - Vincent Sarich
- 2005 - Thomas J. Bouchard
- 2006 - Doreen Kimura
- 2007 - Spencer Wells
- 2008 - Craig Venter
- 2009 - Svante Pääbo
- 2010 - Leroy Hood
- 2011 - Charles Murray

## Prêmio Livro Walter P. Kistler
O Prêmio Livro Walter P. Kistler (em inglês:  Walter P. Kistler Book Award) foi estabelecido em 2003, reconhecendo autores de livros de ciências que "avançaram significativamente o conhecimento e entendimento do público em relação a assuntos que vão moldar o futuro de nossa espécie." O prêmio consiste em um valor monetário de US$ 10.000, sendo formalmente apresentado em cerimônias abertas ao público.

### Recipientes
- 2003 - Gregory Stock por Redesigning Humans: Our Inevitable Genetic Future
- 2004 - Spencer Wells por The Journey of Man: A Genetic Odyssey
- 2005 - Steven Pinker por The Blank Slate
- 2006 - William Calvin por A Brain for All Seasons:  Human Evolution and Abrupt Climate Change
- 2007 - Eric Chaisson por Epic of Evolution: Seven Ages of the Cosmos
- 2008 - Christopher Stringer por Homo britannicus: The Incredible Story of Human Life in Britain
- 2009 - David Archer por The Long Thaw: How Humans are Changing the Next 100,000 Years of Earth's Climate

## Foundation For the Future
A missão da Foundation For the Future é incrementar e difundir conhecimento relativo ao futuro da humanidade a longo prazo. A fundação organiza um amplo programa de atividades que promovem o entendimento de fatores que podem ser impactantes sobre a vida humana a longo prazo.